# 1156
1156（千百五十六、せんひゃくごじゅうろく）は自然数、また整数において、1155の次で1157の前の数である。

## 性質
- 1156 は合成数であり、約数は 1, 2, 4, 17, 34, 68, 289, 578, 1156 である。
  - 約数の和は2149。
    - 約数の和が奇数になる58番目の数である。1つ前は1152、次は1225。

  - 約数を9個もつ10番目の数である。1つ前は1089、次は1225。
- 1156 = 342
  - 34番目平方数である。1つ前は1089、次は1225。
  - 26番目の単一の形でしか表せない平方数である。1つ前は1089、次は1225。(オンライン整数列大辞典の数列 A153158)
  - n = 2 のときの 34n の値とみたとき1つ前は34、次は39304。
  - 1156 = (2 × 17)2
    - n = 17 のときの (2n)2 の値とみたとき1つ前は1024、次は1296。(オンライン整数列大辞典の数列 A016742)

  - 1156 = 22 × 172
    - 2つの異なる素因数の積で p2 × q2 の形で表せる9番目の数である。1つ前は1089、次は1225。(オンライン整数列大辞典の数列 A085986)

  - 1156 = 1 × 2 × 17 × 34
    - 34 の約数の積で表せる数である。1つ前は1089、次は1225。(オンライン整数列大辞典の数列 A007955)
- 各位の和が13になる86番目の数である。1つ前は1147、次は1165。
- 各位の平方和が63になる最小の数である。次は1165。(オンライン整数列大辞典の数列 A003132)
  - 各位の平方和が n になる最小の数である。1つ前の62は156、次の64は8。(オンライン整数列大辞典の数列 A055016)
- 1156 = 162 + 302
  - 異なる2つの平方数の和で表せる335番目の数である。1つ前は1154、次は1157。(オンライン整数列大辞典の数列 A004431)
  - 342 = 162 + 302
    - 平方数が異なる2つの平方数の和で表せる11番目の数である。1つ前は900、次は1225。(オンライン整数列大辞典の数列 A134422)
      - ここに現れる 16，30，34 はピタゴラス数である。

## その他 1156 に関連すること
- LGA1156は、インテル製CPUソケット。